# Odyssey of Iska
| 전문가 평가    | 전문가 평가        |
| 평가 점수      | 평가 점수          |
| 출처           | 점수               |
| -------------- | ------------------ |
| All About Jazz | (quite favourable) |
| AllMusic       | [ 2 ]              |

《Odyssey of Iska》는 1971년 블루 노트 레코드에서 발매된 미국의 재즈 작곡가이자 색소포니스트인 웨인 쇼터의 열네 번째 스튜디오 음반이다. 음악가들은 다양한 타악기 연주자들과 함께 기타리스트 진 베르통치니, 베이스리스트 론 카터와 세실 맥비, 드러머 빌리 하트를 포함한다.

## 배경
《Odyssey of Iska》는 듀크 피어슨이 프로듀싱한 쇼터와의 두 번째 녹음 작업의 결과물이다(1970년 4월 3일 《Moto Grosso Feio》는 1974년까지 발표되지 않았다). 론 카터를 제외하고는 전혀 다른 구성이 있었는데, 유일한 호른으로서의 쇼터의 색소폰, 키보드 대신 기타, 더블 베이스 연주자 두 명, 마림바와 비브라폰을 포함한 다양한 타악기들이었다. 타악기에 대한 같은 강조는 불과 2주 전인 8월 10일 조 자비눌이 주도한 녹음 작업에서도 발견되는데, 웨인 쇼터는 〈Double Image〉(《Zawinul》 발매)에 게스트로 참여했다.
웨인 쇼터는 4년 전 만난 아나 마리아 파트리시오와 막 결혼했다. 음반 제목에 있는 "이스카(Iska)"라는 이름은 그들의 딸을 나타낸다. 그녀는 음반이 나올 무렵에 태어났다.
《Odyssey of Iska》의 타악기 연주자 중 한 명인 프랭크 쿼모는 록 밴드 위저의 앞잡이인 리버스 쿼모의 아버지이다. 다른 드러머들은 빌리 하트와 알폰스 무존이다.

## 곡 목록
모든 곡들은 특별한 언급이 없는 한 웨인 쇼터에 의해 작곡하였다.
| #  | 제목                        | 작곡        | 재생 시간 |
| -- | --------------------------- | ----------- | --------- |
| 1. | 〈Wind〉                    |             | 8:00      |
| 2. | 〈Storm〉                   |             | 8:22      |
| 3. | 〈Calm〉                    |             | 3:25      |
| 4. | 〈Depois do Amor, o Vazio〉 | 바비 토머스 | 11:40     |
| 5. | 〈Joy〉                     |             | 9:00      |